# Puls

Locuri de manifestare a pulsului

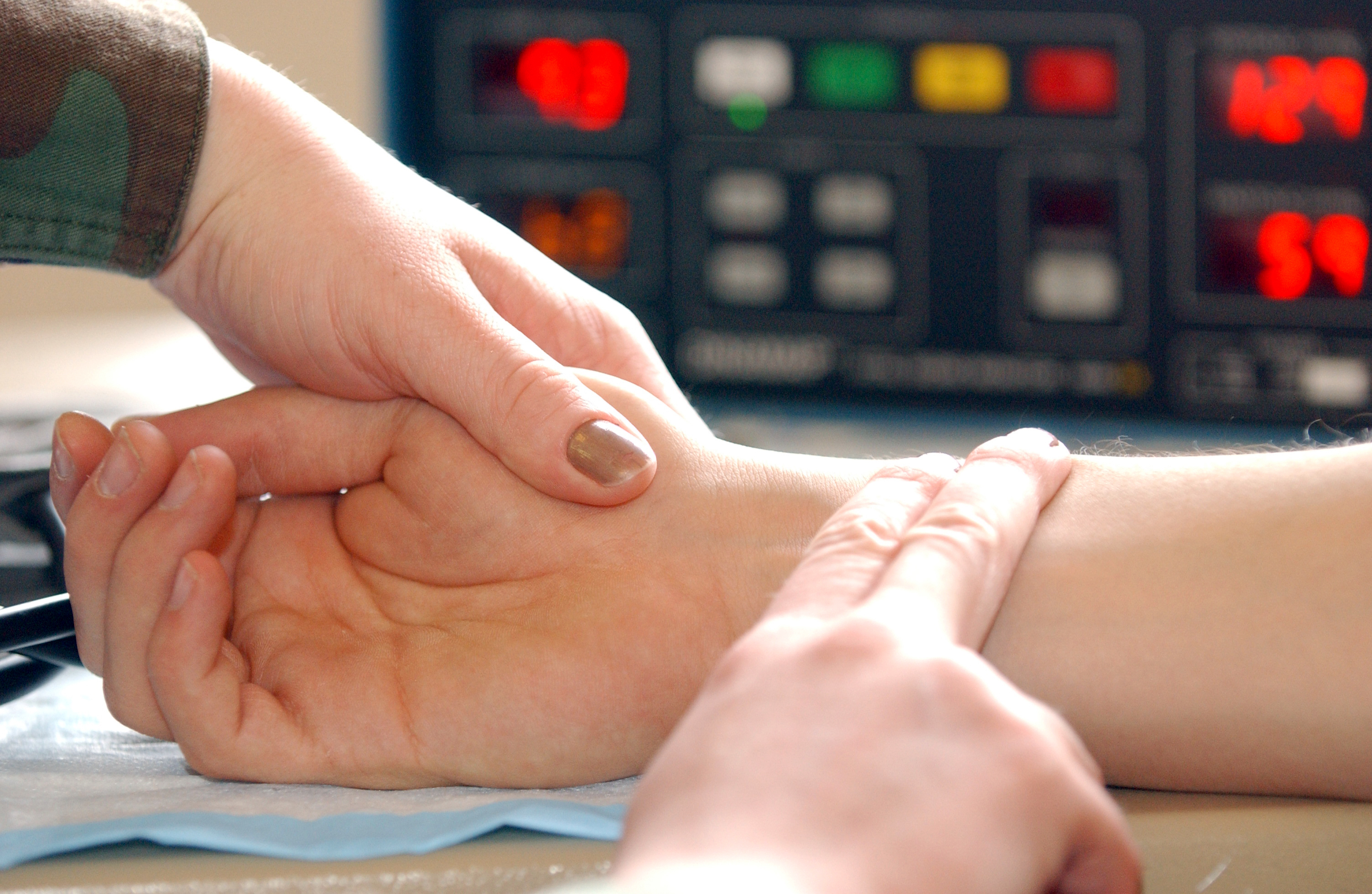
Verificarea pulsului la artera radială

În medicină, pulsul este umflarea și dezumflarea regulată a unei artere ca efect al bătăilor inimii. Poate fi simțit în orice loc care permite arterei să fie lipită de un os, cum ar fi la gât (artera carotidă), la încheietura mâinii (artera radială), în spatele genunchiului (artera popliteală), în partea interioară a cotului (artera brahială) și aproape de încheietura gleznei (artera posterior tibială). Rata pulsului poate de asemenea fi măsurată prin numărarea bătăilor inimii direct.
Pulsul este bătaia ritmică percepută la palparea (comprimarea pe un plan osos) unei artere superficiale și care este sincronă cu sistola ventriculară. El ia naștere din conflictul dintre sângele existent în sistemul arterial și cel împins în timpul sistolei. Acest conflict se exteriorizează prin destinderea ritmică a arterei prin "unda pulsului". 
Frecvența normală a pulsului este de 60–80 bătăi pe minut. Iregularitatea valorilor pulsului constituie anizosfigmie. 